# Kweekgrasuil
De kweekgrasuil (Apamea sordens) is een nachtvlinder uit de familie Noctuidae, de uilen. De voorvleugellengte is tussen de 16 en 19 millimeter. De soort overwintert als rups.

## Waardplanten
De kweekgrasuil heeft diverse grassen als waardplant, zoals kropaar en kweek.

## Voorkomen in Nederland en België
De kweekgrasuil is in Nederland en België een gewone vlinder, die over het hele gebied verspreid voorkomt. De vliegtijd is van ein april tot eind juli in één generatie.

## Bron
- Paul Waring en Martin Townsend, Nachtvlinders, veldgids met alle in Nederland en België voorkomende soorten, Baarn, 2006.